# Exitianus obscurinervis
Exitianus obscurinervis är en insektsart som beskrevs av Carl Stål 1859. Exitianus obscurinervis ingår i släktet Exitianus och familjen dvärgstritar. Utöver nominatformen finns också underarten E. o. nigellus.